# Stefano Pignatelli
Stefano Pignatelli (Piegaro, 1578 - Roma, 12 de agosto de 1623) foi um cardeal italiano do século XVII.

## Biografia
Nasceu em Piegaro em 1578. Filho de Giovanni Paolo Pignatelli, ceramista, e Caterina Romana. Ele tinha dois irmãos, Marcello e Vincenzo. Estudos iniciais em Roma; mais tarde, estudou direito na Universidade de Perúgia.
Foi chamado a Roma por um tio, onde fez os primeiros estudos. Retornou a Perugia para estudar direito e lá se tornou amigo íntimo do futuro cardeal Scipione Caffarelli-Borghese, que o chamou a Roma quando o tio de Caffarelli-Borghese foi eleito papa Paulo V em 1605. Pignatelli entrou na corte do cardeal Caffarelli-Borghese. Nomeado protonotário apostólico em 1605. Em 1607, o Núncio Giovanni Garzia Millini obteve para Stefano a Cruz de Cristo de Portugal. Nomeado coppiere em 1609. Em 1612, obteve um benefício na Abadia de Civita Castellana. Prior commendatario de S. Maria de Camadulo, Bolonha em 1613. Em 17 de abril de 1613, obteve benefício na patriarcal basílica vaticana. Cônego do capítulo da basílica patriarcal de Latrão de fevereiro de 1615 a 1617. Em 1616, foi nomeado mordomo do cardeal Caffarelli-Borghese. Nomeado protonotário apostólico em 29 de novembro de 1616. Em 1617, obteve os benefícios de um mosteiro em Reggio. Cônego da basílica patriarcal do Vaticano em 26 de julho de 1617. Superintendente dos assuntos públicos e privados da família Borghese em 1618.
Ordenado em agosto de 1619. Celebrou sua primeira missa em 17 de agosto de 1619.
Criado cardeal-presbítero no consistório de 11 de janeiro de 1621. Recebeu o barrete vermelho em 14 de janeiro de 1621. Participou do conclave de 1621, que elegeu o Papa Gregório XV. Recebeu o título de S. Maria in Via, 3 de março de 1621. Membro da Sagrada Congregação da Fábrica da basílica de São Pedro, 1621. Sabendo da antipatia do novo papa por ele, retirou-se para Morlupo, feudo da família Borghese. Participou do conclave de 1623, que elegeu o Papa Urbano VIII. Adoeceu durante a celebração do conclave e quando este terminou voltou a Morlupo tentando recuperar a saúde.
Morreu em Roma em 12 de agosto de 1623, de febre aguda. Seu corpo foi transportado para Roma e enterrado na igreja dominicana de S. Maria sopra Minerva, sem nenhum monumento memorial. Ele era um protetor das artes e da música.